# Дарлингтън (окръг, Южна Каролина)
Окръг Дарлингтън (на английски: Darlington County) е окръг в щата Южна Каролина, Съединени американски щати. Площта му е 1469 km², а населението – 62 905 души (1 април 2020). Административен център е град Дарлингтън.